# Sérignan
Sérignan település Franciaországban, Hérault megyében. Lakosainak száma 8437 fő (2022. január 1.). Sérignan Portiragnes, Villeneuve-lès-Béziers, Sauvian, Vendres és Valras-Plage községekkel határos.

## Népesség
A település népessége az elmúlt években az alábbi módon változott:
| Lakosok száma | 2950 | 3884 | 5173 | 6522 | 7054 | 6974 | 6956 | 7504 | 7809 | 8437 |
|               | 1968 | 1982 | 1990 | 2006 | 2013 | 2015 | 2017 | 2019 | 2020 | 2022 |